# Sibylla van Acerra
Sibylla van Acerra (1153 - 1205) was koningin van Sicilië als de vrouw van Tancred van Sicilië. Ze was regent in 1194 voor haar zoon koning Willem III.
Het was Sibylla die als regent, toen keizer Hendrik VI de Straat van Messina overstak in herfsttijd 1194, onderhandelde over het behoud van het graafschap Lecce, zodat haar zoon Willem III kon ontsnappen naar een veilige plek. Hendrik en zijn vrouw Constance hadden namelijk een claim gelegd op het koninkrijk Sicilië na de dood van Tancred.
Sibylla was aanwezig bij de kroning van Hendrik VI in de Kathedraal van Palermo als nieuwe koning van Sicilië. Enkele dagen na de kroning werd Sibylla met mede-aanhangers Nicolaas van Aiello en Margaritus van Brindisi gearresteerd en gevangengezet ergens in Duitsland, samen met haar zoon en dochter. Ze wist te ontsnappen en vluchtte naar Frankrijk, terwijl paus Innocentius III voor haar vrijheid pleitte bij Hendrik.
Sibylla's kinderen met Tancred waren:
- Rogier III van Sicilië
- Willem III van Sicilië
- Maria (of Albinia), gravin van Lecce, huwde met Wouter III van Brienne
- Constance, huwde met Pietro Ziani (latere doge van Venetië)
- Medania
- Valdrada, huwde met Giacomo Tello